# Rhizoplatodes
Rhizoplatodes är ett släkte av skalbaggar. Rhizoplatodes ingår i familjen Dynastidae.
Kladogram enligt Catalogue of Life:
| Rhizoplatodes | \| \| Rhizoplatodes castaneipennis \| \| \| \| \| \| Rhizoplatodes cherlonneixi \| \| \| \| |
|               | \| \| Rhizoplatodes castaneipennis \| \| \| \| \| \| Rhizoplatodes cherlonneixi \| \| \| \| |
|               | Rhizoplatodes castaneipennis                                                                |
|               |                                                                                             |
|               | Rhizoplatodes cherlonneixi                                                                  |
|               |                                                                                             |